# Bakersfield
Bakersfield ist eine Stadt im Kern County im US-Bundesstaat Kalifornien mit 403.455 Einwohnern (Stand: Volkszählung 2020). Das Stadtgebiet umfasst eine Fläche von 363,96 Quadratkilometern.
In der Stadt befindet sich die California State University, Bakersfield. Einen wichtigen Beitrag zur Wirtschaftsentwicklung von Bakersfield lieferten die Ölfelder in der Umgebung, so etwa das Kern-River-Ölfeld, das Mount-Poso-Ölfeld und das Round-Mountain-Ölfeld. Ölförderung und -verarbeitung bilden neben Landwirtschaft und verarbeitender Industrie einen der Hauptwirtschaftszweige der Stadt.

## Geschichte
Vor mehr als 8000 Jahren lebten kleine Gruppen von Jägern und Sammlern im südlichen Teil des San Joaquin Valley, wie archäologisch nachgewiesen wurde. Pater Francisco Garcés war 1776 der erste Europäer, der das Gebiet untersuchte.
Der Ort wurde erstmals 1858 von Familien besiedelt, die aus dem Süden hergezogen waren. Benannt ist der Ort nach einem dieser ersten Siedler, Colonel Thomas Baker. 1871 gab es in Bakersfield unter anderem bereits eine Telegraphenstation und mehrere Geschäfte. Die Stadt wurde 1873 zum County Seat (Verwaltungssitz) des Kern County bestimmt und 1898 endgültig als Gemeinde offiziell registriert.
Am 21. Juli 1952 wurde die Stadt von einem Erdbeben erschüttert, das im gesamten Kern County zwölf Menschen das Leben kostete. Die Zerstörungen waren in Bakersfield allerdings nicht so verheerend wie etwa im nahe gelegenen Tehachapi.
Ein bei dem Erdbeben zerstörtes Gebäude war das Rathaus. Es wurde durch die Bakersfield City Hall ersetzt, welches die Büros des Bürgermeisters und der Mitglieder des Stadtrates beherbergt.

## Einwohnerentwicklung
Die Volkszählung von 2020 ergab eine Bevölkerungszahl von 403.455.
Zwischen 1980 und 2020 hat sich die Einwohnerzahl fast vervierfacht.
| Jahr | Einwohner¹ |
| ---- | ---------- |
| 1980 | 105.611    |
| 1990 | 174.820    |
| 2000 | 244.217    |
| 2010 | 347.609    |
| 2020 | 403.455    |

¹ 1980 – 2020: Volkszählungsergebnisse

## Demographie
Nahezu die Hälfte der Bevölkerung, nämlich 45 Prozent, hat einen hispanischen Hintergrund. Die Zahl der sogenannten Latinos vergrößerte sich damit seit 2000 deutlich, als diese Bevölkerungsgruppe noch gut 32 Prozent ausmachte. Der Anteil der Weißen ging daher auf 37 Prozent zurück. Im Jahr 1980 waren es noch 71 Prozent. Afroamerikaner waren mit gut acht Prozent an der Stadtbevölkerung vertreten, während weitere Minderheiten wie Asiaten auf Anteile von fünf und weniger Prozent kommen.
Die Anzahl der Haushalte betrug nach den Volkszählung 2010 genau 111.132. Auf 100 Frauen kamen exakt 96 Männer, während das Medianalter bei genau 30 Jahren lag.

## Klima
In Bakersfield herrscht Wüstenklima (Köppen BWh). Im trocken-heißen Sommer liegen die Tagestemperaturen im Juli über 36 Grad. Die Höchsttemperaturen liegen bei bis über 45 Grad im Juli und August. Die Wintermonate fallen mild aus, so sinkt das Thermometer auch in den Monaten von November bis Februar selten unter 10 Grad. Auch Werte um die 20 Grad sind in dieser Zeitspanne nicht ungewöhnlich. Frost ist sehr selten. Die tiefste in Bakersfield gemessene Temperatur lag bei −11 Grad am 3. Januar 1908. Der Niederschlag, meist in Form von Regen, teilweise auch als dichter Nebel, konzentriert sich überwiegend auf die Monate November bis April.
Die Sonnenstunden betragen über das Jahr hinweg durchschnittlich mindestens 74 % der möglichen Sonnenstunden. In den Sommermonaten sind bis zu 84 % möglich.

## Wirtschaft
In der Gegend wurde 1899 erstmals Erdöl entdeckt. Die Felder und vereinzelten Fördertürme sind bis heute im Einsatz. Das Kern County ist auch heute noch das zweitbedeutendste County in Bezug auf die Erdölförderung; etwa 10 Prozent der gesamten US-Förderung stammten 2006 aus diesem County, dabei mehrheitlich aus Bakersfield sowie dessen Vororten. Der in den Folgejahren einsetzende Ölschiefer- und Fracking-Boom steigerte die US-Förderung massiv; Kern County ist dennoch weiterhin eine der wichtigsten Förderregionen in den USA.
Der zweite große Wirtschaftszweig ist die Landwirtschaft. Das ursprünglich unwirtlich Sumpfland wurde seit 1870 drainiert und urbar gemacht. Bakersfield zählt zum San Joaquin Valley, welches das fünftproduktivste landwirtschaftliche Gebiet in den USA ist. Die steigende Zahl illegaler Einwanderer stellt für US-Bürger auf Arbeitssuche ein Problem dar, denn auch heute verdingen sich viele illegale Einwanderer auf den ausgedehnten Ländereien als Landarbeiter und Tagelöhner. Das offiziell verzeichnete Pro-Kopf-Einkommen liegt weit unterhalb des amerikanischen Durchschnitts.

## Sport
- Bakersfield Condors, Eishockey in der American Hockey League
- Bakersfield Jam, Basketball in der NBA Development League, Farmteam der Los Angeles Lakers und Los Angeles Clippers.

## Verkehr
Bakersfield liegt am südlichen Endpunkt der Amtrak-Linie San Joaquin, die bis 2030 durch die sich im Bau befindliche California High-Speed Rail abgelöst werden soll. Amtrak betreibt ebenfalls eine Busverbindung von Bakersfield bis zur Los Angeles Union Station. Zwischen Bakersfield und der Los Angeles Metrolink Endstation in Lancaster existiert zwar eine Schienenverbindung, jedoch nur für den Güterverkehr.

## Städtepartnerschaften
- Amritsar, Indien
- Wakayama, Japan
- Cixi, China
- Santiago de Querétaro, Mexiko

## Söhne und Töchter der Stadt
- Adema, Nu-Metal-Band
- Quincy Amarikwa (* 1987), Fußballspieler
- Reginald Arvizu (* 1969), Bassist der Nu-Metal-Band KoRn
- Robert Beltran (* 1953), Schauspieler
- David Benoit (* 1953), Jazzpianist
- Frank Bidart (* 1939), Dichter und Hochschullehrer
- Mark Chatfield (1953–1998), Schwimmer
- Connie Conway (* 1950), Politikerin
- Jonathan Davis (* 1971), Sänger der Nu-Metal-Band KoRn
- Marc Davis (1913–2000), Trickfilmzeichner
- M. David Egger (* 1936), Mediziner und Hochschullehrer
- Clair Engle (1911–1964), Politiker
- Charles Finn (1897–1974), Wasserballspieler
- Vince Fong (* 1979), Politiker
- Kelli Garner (* 1984), Schauspielerin
- Merle Haggard (1937–2016), Country-Musiker und Songwriter
- Kevin Harvick (* 1975), NASCAR-Rennfahrer
- Joe Hawley (* 1988), American-Football-Spieler
- Fay Helm (1909–2003), Schauspielerin
- Larsen Jensen (* 1985), Freistilschwimmer und Olympiamedaillengewinner
- Cody Kessler (* 1993), Footballspieler
- Joanne Linville (1928–2021), Schauspielerin
- Frank Luther (1900–1980), Old-Time-Musiker
- Guy Madison (1922–1996), Schauspieler
- Brock Marion (* 1970), American-Football-Spieler
- Kevin McCarthy (* 1965), Politiker und Sprecher des Repräsentantenhauses der Vereinigten Staaten[11]
- Casey Mears (* 1978), NASCAR-Rennfahrer
- Derek Mears (* 1972), Schauspieler
- Christine Merrill (* 1987), US-amerikanisch-sri-lankische Leichtathletin
- Silas Nacita (* 1993), Footballspieler
- Gregory Porter (* 1971), Jazz-Sänger und Komponist
- Joey Porter (* 1977), Footballspieler
- Joey Porter Jr. (* 2000), Footballspieler
- Jerry Quarry (1945–1999), Boxer
- Mike Quarry (1951–2006), Boxer
- Rebecca Perry (* 1988), Volleyball- und Beachvolleyballspielerin
- Dennis Ralston (1942–2020), Tennisspieler
- D. J. Reed (* 1996), Footballspieler
- J. R. Sakuragi (* 1976), eingebürgerter japanischer Basketballspieler
- Lawrence Tibbett (1896–1960), Sänger (Bariton)
- Sigrid Valdis (1935–2007), Schauspielerin
- Jimmy Watkins (* 1982), Bahnradsportler
- Brian Welch (* 1970), Rockgitarrist und Buchautor, Gitarrist der Nu-Metal-Band Korn
- Peter Woodring (* 1968), Fußballspieler
- Gabe Woodward (* 1979), Schwimmer
- Robert Young (1916–2011), Leichtathlet